# Vitus Zeplichal
Vitus Zeplichal est un acteur autrichien né à Salzbourg (Autriche) le 10 juin 1947.

## Biographie
Il a fait sa première apparition au théâtre au Studiobühne de sa ville natale de Salzbourg. Zeplichal a ensuite suivi des cours de théâtre au Séminaire Max-Reinhardt de Vienne (1969-1972) , au Lee Strasberg Theatre and Film Institute de Los Angeles et avec Jerzy Grotowski à Wrocław .
Il a commencé sa carrière théâtrale en 1973 au Théâtre Moderne de Munich et au Théâtre de la Jeunesse de cette même ville . En 1974-75, il joue au Theater am Turm de Francfort-sur-le-Main sous la direction de Rainer Werner Fassbinder . Il y apparaît entre autres dans la première mondiale de Germinal de Yaak Karsunke d'après Émile Zola et dans Léonce et Léna, d'après Georg Büchner . Il a ensuite joué au Szene der Jugend de Salzbourg et en 1978-1979 dans une production de Pina Bausch à Wuppertal, et en 1979 au Torturmtheater de Sommerhausen sous la direction de Veit Relin. En 1983, il se produit sur les scènes de la ville de Bonn et en 1983-84 aux Kammerspiele de Munich.
À partir de 1970, Zeplichal apparaît dans plusieurs longs métrages et de nombreuses productions télévisées. En 1972, il joue le rôle principal d'un diplômé du lycée dans le film controversé de Peter Fleischmann, Das Unheil . Zeplichal a ensuite travaillé avec d'autres réalisateurs du Nouveau Cinéma Allemand , notamment avec Rainer Werner Fassbinder sur sept films entre 1975 et 1982. Alors qu'il est apparu comme acteur de soutien dans les autres films de Fassbinder, dans Je veux seulement que vous m'aimiez, il a joué le rôle principal d'un jeune homme qui, en raison de circonstances extérieures, devient un meurtrier. Dans l' adaptation cinématographique de Heinrich Böll Portrait de groupe avec dame, il apparaît en 1977 dans le rôle du frère du personnage principal de Romy Schneider.

## Filmographie partielle

### Au cinéma
- 1972 : Les Cloches de Silésie (Das Unheil) de Peter Fleischmann : Hille
- 1975 : Maman Küsters s'en va au ciel (Mutter Küsters' Fahrt zum Himmel) de Rainer Werner Fassbinder : un journaliste
- 1976 : Portrait de groupe avec dame (Gruppenbild mit Dame) d'Aleksandar Petrović : Heinrich Gruyten
- 1976 : Le Rôti de Satan (Satansbraten) de Rainer Werner Fassbinder : Urs
- 1979 : La Troisième Génération (Die Dritte Generation) de Rainer Werner Fassbinder : Bernhard von Stein
- 1981 : Il faut tuer Birgitt Haas de Laurent Heynemann : le père dominicain
- 1982 : Querelle (film) de Rainer Werner Fassbinder : un ouvrier
- 2009 : La Ferme du crime (Tannöd) de Bettina Oberli : Danner
- 2018 : Mon frère s'appelle Robert et c'est un idiot (Mein Bruder heißt Robert und ist ein Idiot) de Philip Gröning : le client aux 100 euros

### À la télévision
- 1976 : Je veux seulement que vous m'aimiez (Ich will doch nur, daß ihr mich liebt) de Rainer Werner Fassbinder : Peter
- 1980 : Berlin Alexanderplatz, série télévisée de Rainer Werner Fassbinder : Rudi (7 épisodes)